# Maria Kisseleva
Maria  Aleksandrovna Kisseleva (Samara, 28 de setembro de 1974) é uma nadadora sincronizada russa, tricampeã olímpica.

## Carreira
Maria Kisseleva representou seu país nos Jogos Olímpicos de 1996 a 2004, ganhando a medalha de ouro por equipes em: 2000 e 2004, em 1996 ficou na 4º posição. E medalha de ouro no dueto, em Sydney 2000, com a parceria de Olga Brusnikina  Atualmente ela é apresentadora na TV russa.